# Рибак Ігор Михайлович
І́гор Миха́йлович Риба́к (21 березня 1934, Харків — 28 вересня 2005, Київ) — український радянський спортсмен, важкоатлет, Заслужений майстер спорту СРСР з важкої атлетики, здобув золоту медаль на Олімпійських іграх у Мельбурні 1956 з важкої атлетики у легкій (67,5кг) вазі (установив олімпійський рекорд у триборстві 380кг); чемпіон Європи 1956 у напівсередній (75кг) вазі.

## Життєпис
Ігор Рибак народився 21 березня 1934 року в Харкові. Закінчив Харківський медичний інститут у 1959 році, кандидат медичних наук.
Після завершення кар'єри штангіста, працював лікарем у збірній СРСР з важкої атлетики. Очолював Харківський обласний лікарсько-фізкультурний диспансер.

## Спортивна кар'єра
| Міжнародні змагання |                        |                  |           |          |                       |
| Рік                 | Змагання               | Місце проведення | Результат | Сума, кг | Жим + ривок + поштовх |
| 1956                | Літні Олімпійські ігри | Мельбурн         | чемпіон   | 380      | 110 + 120 + 150       |
| 1956                | Чемпіонат Європи       | Гельсінкі        | чемпіон   | 382,5    | 120 + 112,5 + 150     |
| Чемпіонат СРСР      |                        |                  |           |          |                       |
| Рік                 | Змагання               | Місце проведення | Результат | Сума, кг | Жим + ривок + поштовх |
| 1956                |                        | Москва           | 2-е місце | 375      | 115 + 110 + 150       |

## Нагороди
- Орден «Знак Пошани»